# Aquarius Records (Croacia)
Aquarius Records es una compañía discográfica croata fundada en el año de 1995 en la ciudad de Zagreb, Croacia.

## Artistas que figuran con Aquarius Records
Entre los grupos y solistas que han firmado contrato con Aquarius están: Cubismo, Damir Urban,  Ivana & Marija Husar, General Woo, Kinoklub, Kraljevi Ulice, Lea Dekleva, Marko Tolja, Massimo Savić, Nina Badrić, Oliver Dragojević, Šajeta, Songkillers, Stoka, Tamara Obrovac, Tedi Spalato, Tony Cetinski y Viktor Vidović.